# Ibis de clatell blau
L'ibis de clatell blau (Pseudibis davisoni) és una espècie d'ocell de la família dels tresquiornítids (Threskiornithidae). El nom comú en algunes llengües, com ara en francès, ibis de Davison,i també el nom específic, és un homenatge a l'ornitòleg britànic William Ruxton Davison.

## Morfologia
- Fa 75-85 cm de llarg.
- Plomatge fosc, amb un collaret distintiu clar que a curta distància apareix blavós. Taca blanquinosa al bordell anterior de les ales.
- Cap sense plomes, amb la pell negra.
- Potes vermelles.

## Hàbitat i distribució
Habita llacs, rius, aiguamolls i terres de conreu del Sud-est asiàtic. Actualment només es pot trobar, i en petit nombre, al nord de Cambotja i zona limítrofa de Laos, sud del Vietnam i zona central de Borneo.